# L'Énigme de la Riviera

L'Énigme de la Riviera est un film muet français réalisé par Léonce Perret et sorti en 1915.

## Fiche technique
- Réalisation : Léonce Perret
- Chef-opérateur : Georges Specht
- Société de production : Société des Établissements L. Gaumont
- Pays d'origine : France
- Format : Muet - Noir et blanc
- Genre : fantastique
- Date de sortie : France : 3 février 1915

## Distribution
- Paul Manson : Georges
- René Cresté
- Suzanne Grandais
- Émile Keppens
- Louis Leubas
- Valentine Petit